# Lundholmssjön
Lundholmssjön är en sjö i Sävsjö kommun i Småland och ingår i Lagans huvudavrinningsområde. Sjön har en area på 0,444 kvadratkilometer och ligger 190,9 meter över havet. Vid provfiske har bland annat abborre, braxen, gädda och löja fångats i sjön.

## Delavrinningsområde
Lundholmssjön ingår i det delavrinningsområde (635985-141853) som SMHI kallar för Utloppet av Lundholmssjön. Medelhöjden är 196 meter över havet och ytan är 2,02 kvadratkilometer. Räknas de 28 delavrinningsområdena uppströms in blir den ackumulerade arean 477,8 kvadratkilometer. Skålån (Storån) som avvattnar avrinningsområdet har biflödesordning 2, vilket innebär att vattnet flödar genom totalt 2 vattendrag innan det når havet efter 209 kilometer. Delavrinningsområdet består mestadels av skog (18 procent), öppen mark (13 procent) och jordbruk (37 procent). Avrinningsområdet har 0,44 kvadratkilometer vattenytor vilket ger det en sjöprocent på 21,6 procent. Bebyggelsen i området täcker en yta av 0,19 kvadratkilometer eller 9 procent av avrinningsområdet.

## Fisk
Vid provfiske har följande fisk fångats i sjön:
- Abborre
- Braxen
- Gädda
- Löja
- Mört
- Sarv